# Heliga Treenighetens katedral, Hajnówka
Heliga Treenighetens katedral (polska: Sobór Świętej Trójcy) är en polsk-ortodox katedral belägen i staden Hajnówka, i Podlasiens vojvodskap, i nordöstra Polen.
Katedralen är helgad åt Treenigheten.

## Historia
Under 1970-talet steg Hajnówkas invånare till cirka 25 000 människor, vilket ledde till att personer lockades till den dåvarande kyrkan, som var helgad åt Sankt Nikolaus, men även att den kyrkan blev för liten.
1973 fick myndigheter tillstånd att uppföra en ny kyrkobyggnad. Den skulle ha bland annat måtten 25 x 35 meter, två våningar, kateketiska rum för 200 personer och hela byggnaden skulle rymma totalt 3000 personer. Dess höjd (inklusive korset) skulle bli 50 meter.
Den nya kyrkans design utvecklades av arkitekt Aleksander Grygorowicz från staden Poznań. Hans projekt fick stor uppmärksamhet.
Grundstenen lades den 14 oktober 1973. Från dess skulle byggandet av katedralen pågå i nästan 20 år.
Någonstans under våren 1982 var exteriören klar, men utsmyckningen inuti byggnaden var inte klara.
Katedralens huvudaltare, och därmed hela byggnaden, invigdes den 11 oktober 1992.

## Inventarier
- Inuti katedralen finns glasmålningar, något som oftast inte förekommer i östortodoxa kyrkor. De föreställer bland annat Jungfru Maria (Guds moder) och tillverkades av Adam Stalony Dobrzański från Kraków.
- Inuti finns ett dopkapell.

- Inuti finns också ett antal altare:
  - Det första altaret är helgat åt Treenigheten. Längre in i katedralen finns ett till altare helgat åt en ikon som föreställer Jungfru Maria.
  - Inne i kryptan finns tre altare. Den största är helgad åt Sankt Nikolaus. Till höger finns ett mindre altare helgat åt Sankta Barbara, och till vänster finns ett altare helgat åt Antonius av Kiev. Det finns även ett altare inne i klocktornet som är helgat åt Sankt Pantaleon.

## Bilder

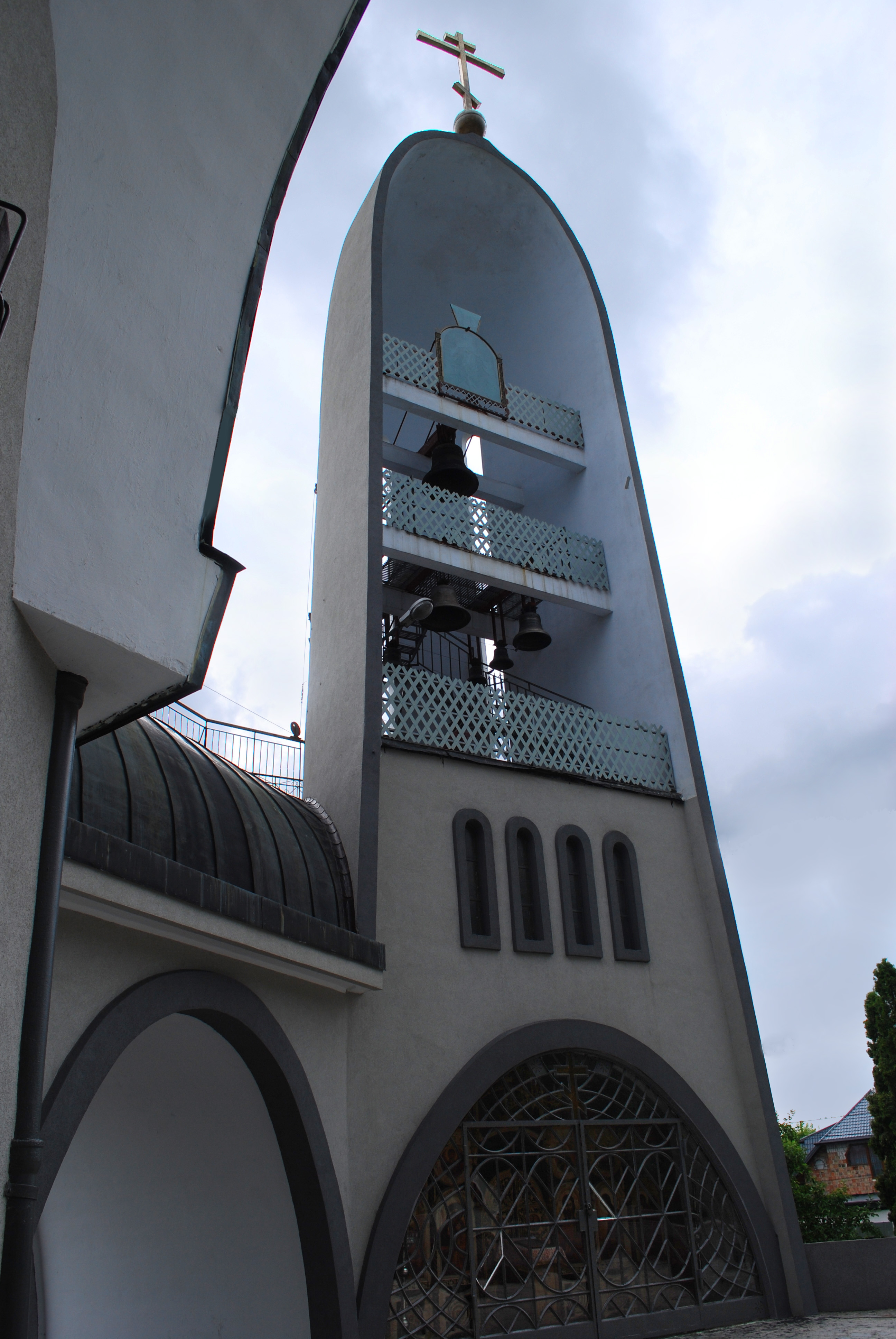
Närmare bild på klocktornet.
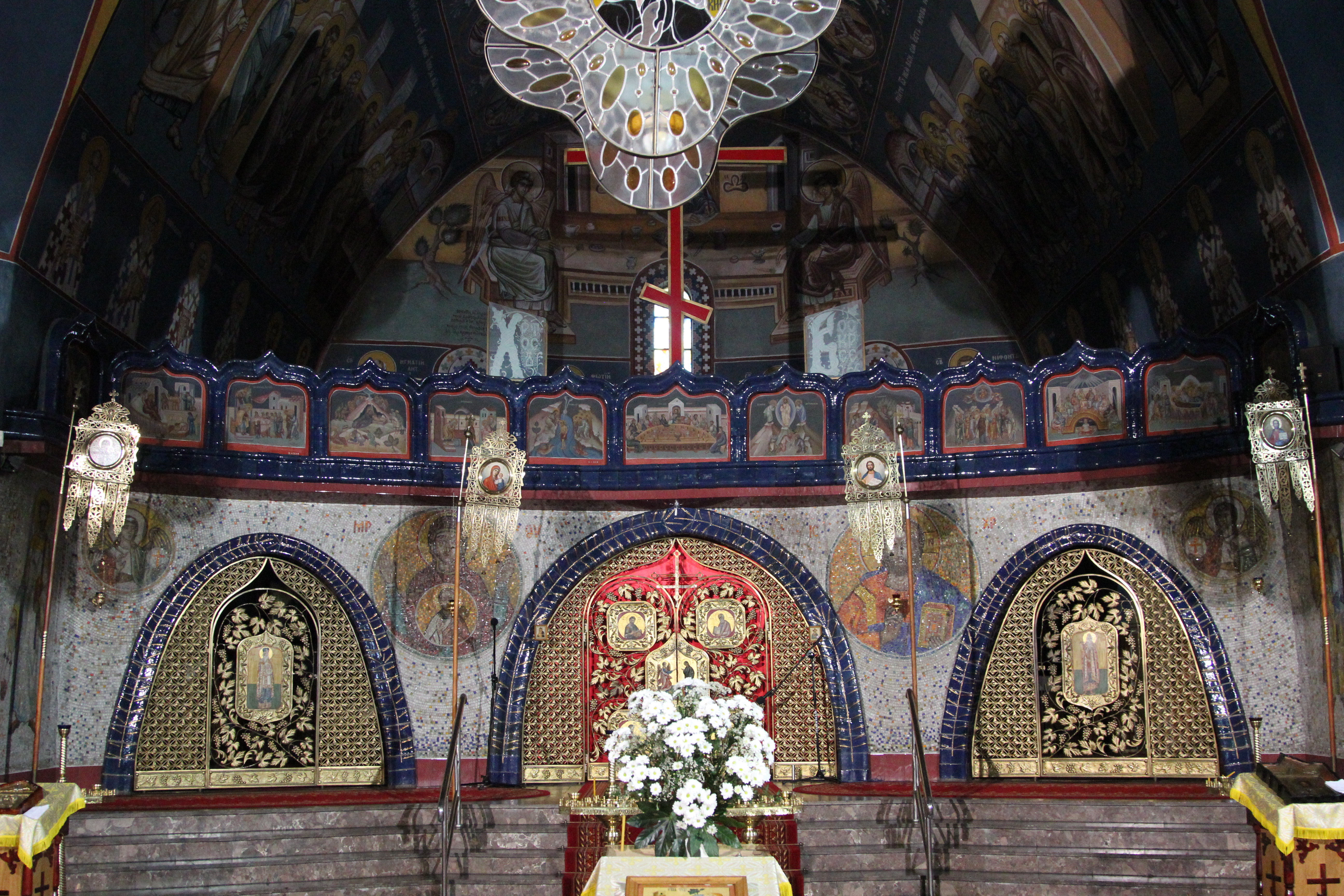
Katedralens interiör mot ikonostasen.
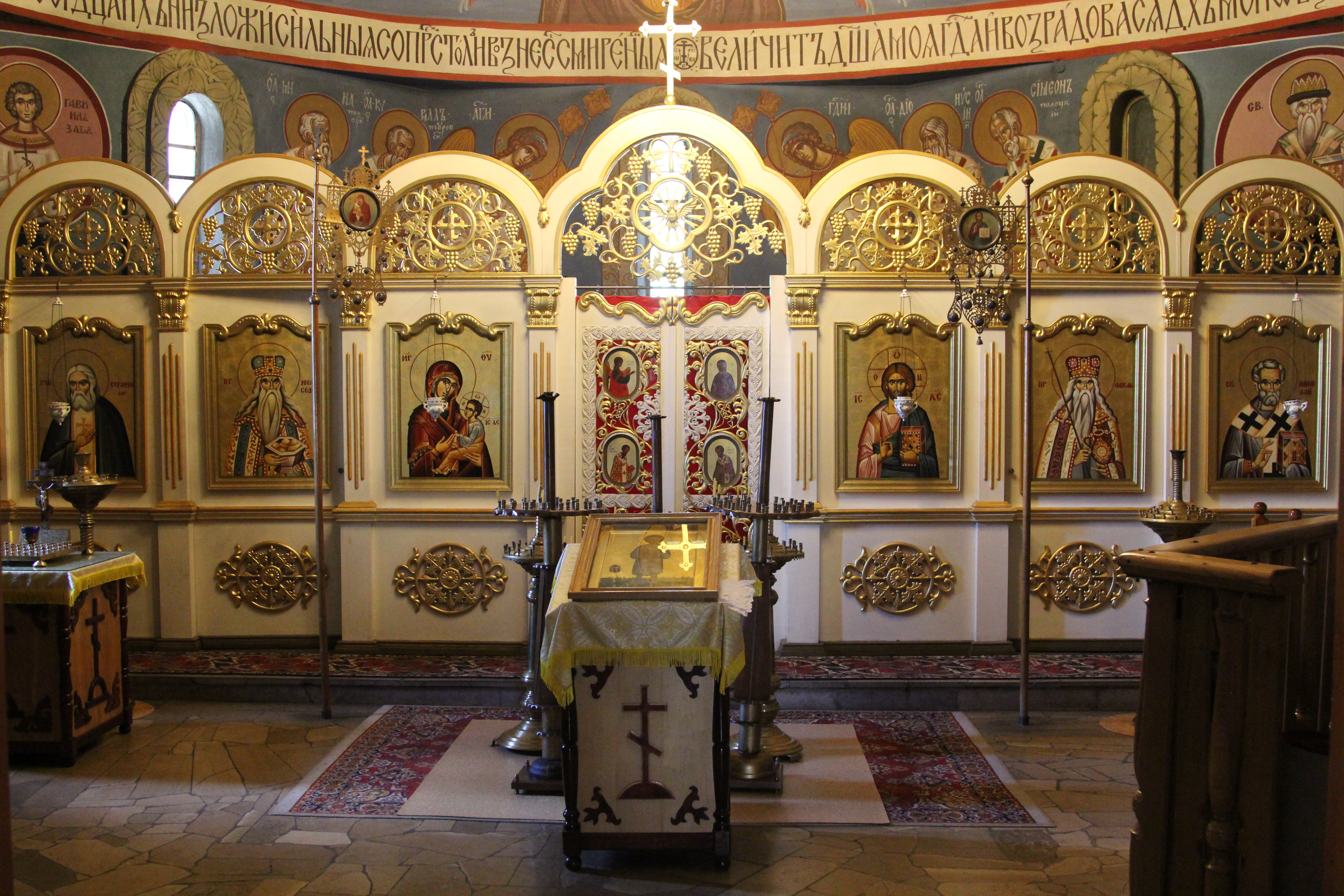
En till ikonostas.